# Jot Kamal
Jot Kamal là một thị trấn thống kê (census town) của quận Murshidabad thuộc bang Tây Bengal, Ấn Độ.

## Nhân khẩu
Theo điều tra dân số năm 2001 của Ấn Độ, Jot Kamal có dân số 6196 người. Phái nam chiếm 50% tổng số dân và phái nữ chiếm 50%. Jot Kamal có tỷ lệ 56% biết đọc biết viết, thấp hơn tỷ lệ trung bình toàn quốc là 59,5%: tỷ lệ cho phái nam là 64%, và tỷ lệ cho phái nữ là 48%. Tại Jot Kamal, 18% dân số nhỏ hơn 6 tuổi.